# Acht vertikale und acht horizontale Linien

Übersichtskarte der acht Nord-Süd-Korridore und West-Ost-Korridore

Acht Nordsüd- und acht Ostwest-Eisenbahnstrecken (chinesisch 八纵八横, Pinyin Bā zòng bā héng, englisch eight verticals and eight horizontals – „acht Vertikalen und acht Horizontalen“) ist ein Plan zum Bau von acht Nordsüd- und acht Ostwest-Eisenbahnstrecken (chinesisch 八横八纵铁路通道, Pinyin Bā héng bā zòng tiělù tōngdào) in der Volksrepublik China, der im 10. Fünfjahresplan gültig für die Jahre 2001 bis 2005 vorgestellt wurde.

## Ba zong
Die Nordsüd-Verbindungen sind:
- Jingha-Strecke 京哈通道 (Peking-Harbin)
- Yanhai-Strecke 沿海通道 (Shenyang-Zhanjiang) 4019 km
- Jinghu-Strecke 京沪通道 (Peking-Shanghai) 1318 km (→ Schnellfahrstrecke Peking–Shanghai)
- Jingjiu-Strecke 京九通道 (Peking-Kowloon)
- Jingguang-Strecke 京广通道 (Peking-Guangzhou) (→ Schnellfahrstrecke Peking–Guangzhou, →Schnellfahrstrecke Peking–Hongkong)
- Dazhan-Strecke 大湛通道 (Datong-Zhanjiang)
- Baoliu-Strecke 包柳通道 (Baotou-Liuzhou)
- Lankun-Strecke 兰昆通道 (Lanzhou-Kunming)

## Ba heng
Die Ostwest-Verbindungen sind:
- Jinglan-Strecke 京兰通道 (Peking-Lanzhou)
- Meiyunbei-Strecke 煤运北通道 (Datong-Huanghua)
- Meiyunnan-Strecke 煤运南通道 (Taiyuan-Rizhao)
- Luqiao-Strecke 陆桥通道 (Lianyungang-Dsungarische Pforte)
- Ningxi-Strecke 宁西通道 (Xi’an-Nanjing (Qidong))
- Yanjiang-Strecke 沿江通道 (Chongqing-Shanghai)
- Hukun-Strecke 沪昆通道 (Shanghai-Kunming)
- Xinanchuhai-Strecke 西南出海通道 (Kunming-Zhanjiang)

## 4+4-Plan aus dem Jahr 2008
- Nord-Süd

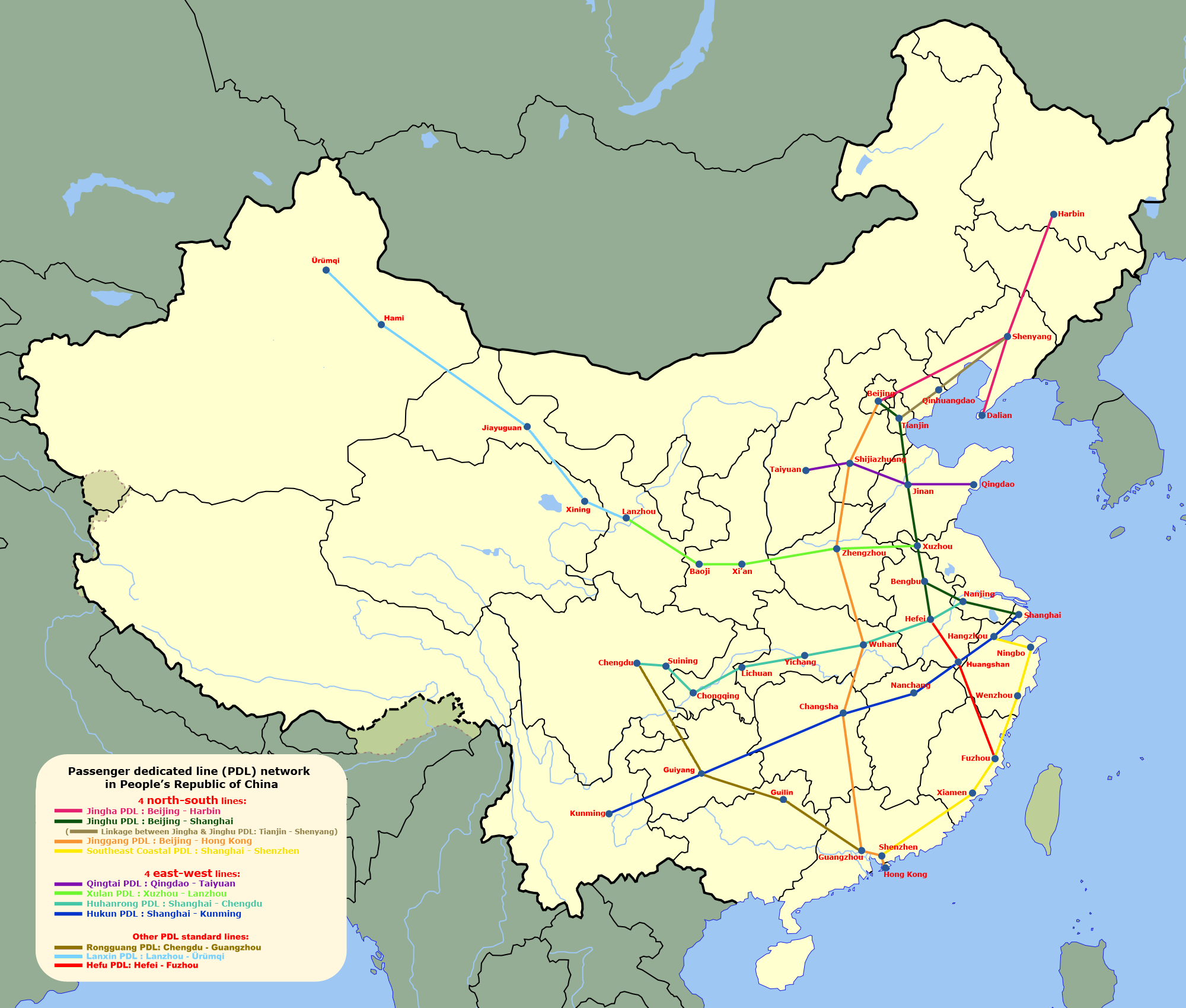
4+4-Plan

  - Jingha-Strecke 京哈通道 →Schnellfahrstrecke Peking–Harbin
  - Jinghu-Strecke 京沪通道 →Schnellfahrstrecke Peking–Shanghai
  - Jingguang-Strecke 京广通道 →Schnellfahrstrecke Peking–Hongkong
  - Südostküsten-Strecke →Schnellfahrstrecke Schanghai–Shenzhen
- Ost-West
  - Qingtai-Strecke 青太客運專線 →Schnellfahrstrecke Qingdao–Taiyuan
  - Xulan-Strecke 徐蘭客運專線 →Schnellfahrstrecke Xuzhou–Lanzhou
  - Huhanrong-Strecke 沪汉蓉快速客运通道 →Schnellfahrstrecke Shanghai–Wuhan–Chengdu
  - Hukun-Strecke 滬昆鐵路 →Schnellfahrstrecke Shanghai–Kunming